# Järbo
Järbo is een plaats in de gemeente Sandviken in het landschap Gästrikland en de provincie Gävleborgs län in Zweden. De plaats heeft 1865 inwoners (2005) en een oppervlakte van 257 hectare. In Järbo liggen een ICA-supermarkt, een school, een café en een kleine bibliotheek.

## Verkeer en vervoer
Bij de plaats loopt de Länsväg 302.

## Geboren
- Sebastian Falk (1977), schaatser